# Jan Bąkowski (malarz)
Jan Bąkowski (ur. 19 czerwca 1872 w Krakowie, zm. 10 października 1934 tamże) – polski malarz, portrecista.

## Życiorys
W latach 1895–1898 studiował w krakowskiej Szkole Sztuk Pięknych, u Teodora Axentowicza, Leopolda Löfflera, Jana Stanisławskiego i Leona Wyczółkowskiego otrzymując na przełomie 1895 i 1896 srebrny medal. W 1903 studiował w Akademii Sztuk Pięknych w Monachium. Członek Towarzystwa Miłośników Historii i Zabytków Krakowa.
Specjalizował się w portretach – namalował między innymi portret biskupa Albina Dunajewskiego, profesorów Feliksa Kreutza, Władysława Kulczyńskiego i Maksymiliana Nowickiego oraz portrety Walerii Mycielskiej, Róży Raczyńskiej, Marii Tarnowskiej i Stefana Tyszkiewicza. Tworzył kopie portretów do Pałacu Biskupiego w Krakowie. Namalował także portret królowej Hiszpanii Marii Krystyny Austriackiej. Jego dziełem są także dwa obrazy w Sanktuarium bł. Karoliny Kózkówny w Zabawie to jest obraz Trójcy Przenajświętszej i Świętej Rodziny. Wystawiał swoje dzieła w Wiedniu i Pradze, a od 1897 w krakowskim Towarzystwie Przyjaciół Sztuk Pięknych. Został pochowany na cmentarzu Rakowickim, w kwaterze XVI.